# دانه‌خوار دمگاه‌سفید

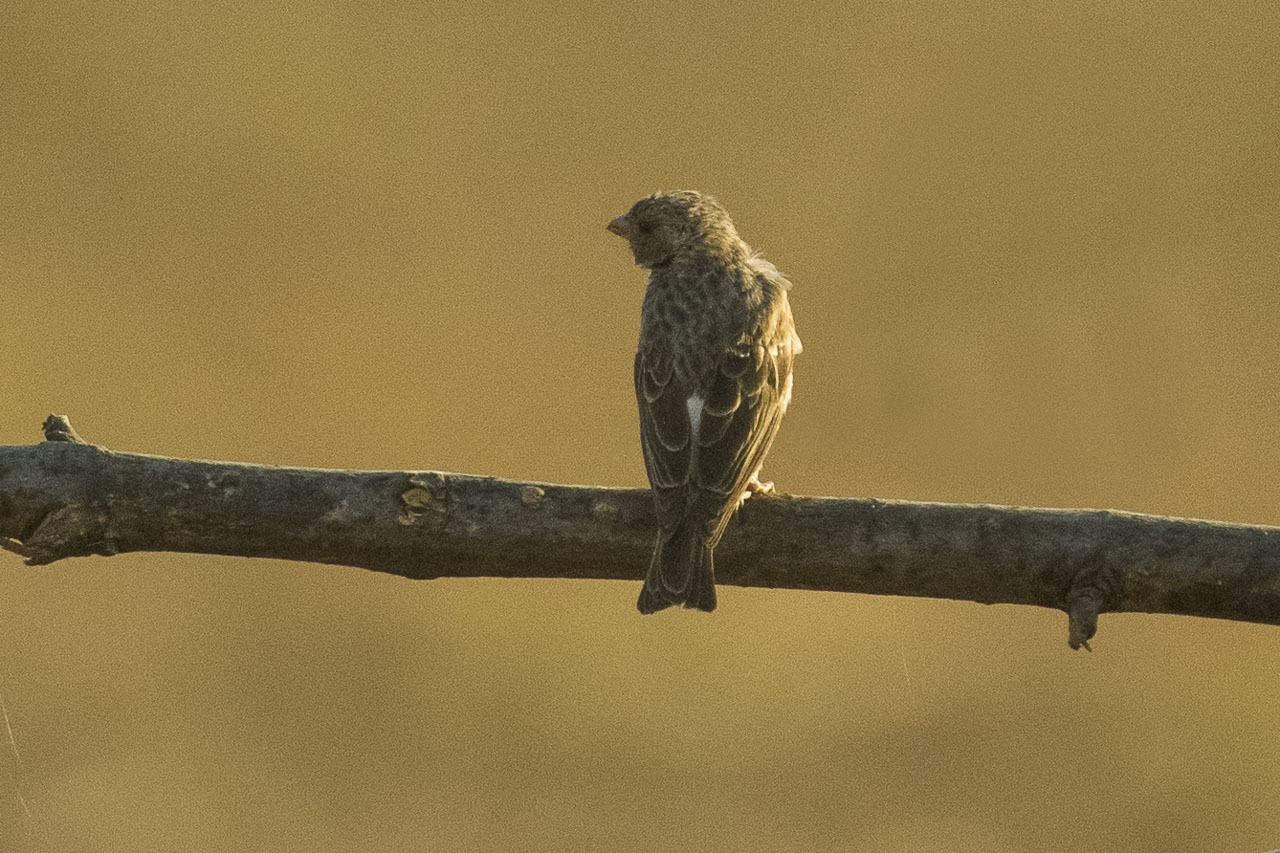
دانه‌خوار دمگاه‌سفید

دانه‌خوار دمگاه‌سفید (نام علمی: Serinus leucopygius) نام یک گونه از سرده سهره دمگاه‌زرد است.